# Omringad (1960)
Omringad (originaltitel Omringet) är en norsk svartvit krigsdramafilm från 1960. Filmen regisserades av Arne Skouen och bygger på Knut Hauglands upplevelser från andra världskriget. I rollerna ses bland andra Ivar Svendsen, Kari Øksnevad och Rolf Kirkvaag.

## Handling
Filmen skildrar hur motståndsmannen Knut Haugland (i filmen kallad Per) 1944 opererade en illegal telegrafstation på Rikshospitalets tak under andra världskriget.

## Rollista
- Ivar Svendsen – Per
- Kari Øksnevad – Anne Aulie
- Rolf Kirkvaag – Tore Aulie
- Alf Malland – Frimann
- Henny Moan – Frimanns käresta
- Sverre Holm – Tyrihans
- Egil Hjorth-Jenssen – Eliassen
- Eva Rødland – Ingeborg
- Kari Simonsen
- Tom Tellefsen – Guttorm
- Kjetil Bang-Hansen
- Aud Schønemann – sjuksyster
- Julie Øksnes
- Sverre Shetling
- Tor Erik Mathiesen
- Jon Berle
- Jens Gjersløv
- Helena Krag
- Gry Enger
- Erik Melbye Brekke
- Edith Aadland
- Tørres Aadland
- Gordon Martin
- Eileen Smmott
- August Fromm
- Detman Loidelt
- Franz Faber
- Tor Erik Mathisen

## Om filmen
Omringad producerades av Ara-Film AS med Odd Rohde som inspelningsledare. Den regisserades av Arne Skouen som även skrev manus baserat på Knut Hauglands erfarenheter. Fotograf var Finn Bergan och klippare Bjørn Breigutu. Musiken komponerades av Gunnar Sønstevold.
Filmen hade premiär den 12 september 1960 i Norge med titeln Omringet. Dess engelska titel är Surrounded och dess svenska Omringad.